# Карина Ломбард
Карина Ломбард (на английски: Karina Lombard) е полинезийско-американска актриса, известна с ролите си на Марина Ферер в американско-канадския драма сериал „Ел Връзки“ и на Алана Марева в научнофантастичния сериал „4400“. 

## Биография
Ломбард е родена на остров Таити, Френска Полинезия на 21 януари 1969 г. в семейството на Нупурий Лайтфут, лечителка от племето лакота, и Анри Ломбард, швейцарски банкер с руски произход. Когато е едва на една година, родителите ѝ се разделят и баща ѝ отвежда нея и останалите ѝ четири братя и сестри в Барселона. Детството си прекарва в различни интернати в Швейцария, основно в Лозана.
В САЩ Ломбард пристига за първи път на 18 години и почти веднага стартира кариера на фотомодел и записва да следва актьорско майсторство. В модния бранш пробивът ѝ идва след като участва във фотосесия за Келвин Клайн, а нейни снимки са избрани да бъдат включени в рекламната кампания под формата на билбордове.
Първата ѝ значима роля е във филмовата екранизация по книгата на Джин Рис „Wide Sargasso Sea“. Следващата ѝ съществена роля е в продукцията от 1994 г. „Легенди за страстта“ с Брад Пит, Антъни Хопкинс и Ейдън Куин. През 1996 г. се снима в „Последният оцелял“, в който си партнира с Брус Уилис. Година по-късно участва в „Къл Завоевателя“ заедно с Кевин Сорбо и Тиа Карере. През следващите няколко години се снима основно в телевизионни продукции, но без значими изяви.
През 2004 г. Ломбард се появява в първия сезон на американския сериал на гей тематика „Ел Връзки“, където играе енигматичната и запленителна Марина Ферер, собственичка на кафенето „Планета“. Героинята ѝ успява да съблазни Джени Шектър (Миа Кършнър), което води до края на връзката на Шектър с Тим Хаспъл (Ерик Мабиус) и постепенното ѝ навлизане в гей средите в Лос Анджелис. Марина Ферер отпада от сюжета още с края на първи сезон, а отсъствието ѝ е обяснено с мистериозно заминаване за Европа след нервен срив. През следващите две години Ломбард се снима в научнофантастичния сериал „4400“ в ролята на Алана Марева, която има способността да създава алтернативни реалности по телепатичен път. Последната ѝ значима актьорска изява е в петия сезон на американския сериал „Спаси ме“, където играе Женевиев.
Освен като актриса Ломбард професионално работи като певица и текстописец. Работата ѝ е основно обвързана с Cirque du Soleil. Ломбард е открито бисексуална.

## Избрана филмография
| Година | Филм                | Оригинално заглавие | Роля                                           | Режисьор     |
| ------ | ------------------- | ------------------- | ---------------------------------------------- | ------------ |
| 1991   | Доорс               | The Doors           | Момиче на Анди Уорхол                          | Оливър Стоун |
| 1994   | Легенди за страстта | Legends of the Fall | Исабел (Изабел II) Декер / Изабел Декер Лудлоу | Едуард Зуик  |
| 1996   | Последният оцелял   | Last Man Standing   | Фелина                                         | Уолтър Хил   |